# Skattørsundet bru
Skattørsundet bru er en bjælkebro som krydser Skattørsundet mellem øerne Kågen og Skjervøya i Troms og Finnmark fylke i Norge. Broen er 804 meter lang, med længste spænd på  32 meter. Den blev åbnet i 1971 og er en del af riksvei 866. Sammen med Maursundtunnelen knytter den Skjervøy til fastlandet.

## Eksterne kilder og henvisninger
- Wikimedia Commons har flere filer relateret til Skattørsundet bru
- Billeder af  Skattørsundet bru:  Arkiveret 16. juli 2012 hos  Wayback Machine  Arkiveret 30. september 2007 hos  Wayback Machine

70°00′24″N 020°54′37″Ø / 70.00667°N 20.91028°Ø